# José Ramón de la Morena Pozuelo
José Ramón de la Morena Pozuelo (Brunete, 21 de novembre de 1956) és un periodista espanyol. És el director i presentador d' El transistor, programa esportiu d'Onda Cero, i panellista de En la jugada de RCN Radio.
Anteriorment fundà el programa El larguero a la Cadena SER, que va dirigir i va presentar des de 1989 fins a 2016.

## Biografia
Va estudiar en el Col·legi La Immaculada dels Pares Escolapis de Getafe.
Va entrar a formar part de la redacció d'esports de la Cadena SER en 1981. En els seus inicis se li va assignar el seguiment de disciplines minoritàries com ara tennis de taula, frontó i lluita greco-romana. Després de diversos anys d'aprenentatge en Mundials de Futbol, Lligues, Tours i voltes i de fer programes esportius li va arribar el gran moment de la seva carrera: el 3 de setembre de 1989 va començar a dirigir i presentar El larguero de la Cadena SER, substituïnt La ventana al deporte de Julio César Iglesias amb les següents paraules:
| « | (castellà) Señoras y señores, muy buenas noches. Ésta es La ventana al deporte, aunque eso sí: la estamos pintando. Yo me llamo José Ramón de la Morena, y soy su nuevo sereno del deporte. | (català) Senyores i senyors, molt bona nit. Aquesta és La ventana al deporte, encara que això sí: l'estem pintant. Jo em dic José Ramón de la Morena, i sóc el seu nou sereno de l'esport. | » |

Va crear i va començar a dirigir el programa esportiu El larguero en 1989, seguint una trajectòria que el va portar a desbancar en el lideratge de la ràdio esportiva nocturna al programa de José María García en 1995, quan es va produir una bolcada històrica d'audiència. Durant aquest període va tenir una confrontació personal a través de les ones amb el mateix García.
En 2003 va rebre el premi Micrófono de oro.
En juny de 2016 va decidir no renovar contracte amb la Cadena SER i va fitxar per Onda Cero, amb un contracte de 3,5 milions d'euros, per a dirigir des del 4 de setembre d'aquest any el programa El transistor, similar al que va dirigir en la SER durant 27 temporades.
Molt coneguda és la seva aposta pel futbol infantil, així cada estiu coordina el Campionat Nacional de Futbol 7 de Brunete, on van arribar a destacar Fernando Torres o Andrés Iniesta.
L'any següent la colombiana RCN Radio el contracta com panelista del programa En la jugada, sense sortir de l'emissora espanyola.
El 26 de març del 2021 va anunciar la seva retirada a final de temporada.

## Obres
De la Morena és autor de cinc llibres sobre esport:
- Los silencios de El larguero (Aguilar, 1995) ISBN 9788403597044
- Aquí, unos amigos (Aguilar, 1998) ISBN 9788403594982
- Diario 2000 de El larguero (Aguilar, 2000) ISBN 9788403092297
- Los silencios de El larguero cuando fuimos campeones (Aguilar, 2010) ISBN 9788403101388
- Los silencios de El larguero 25 años después (Aguilar, 2014) ISBN 9788403014466